# Vredeoord
Vredeoord is een nieuwe woonbuurt in Woensel-Zuid in Eindhoven, in de Nederlandse provincie Noord-Brabant, en bevindt zich aan de noordkant van het Centrum. Op 1 januari 2023 telde de buurt 475 inwoners, verdeeld over 49 woningen, op een oppervlakte van 1,34 km². 
Het terrein Vredeoord, voorheen bekend als het terrein van het Philips-hoofdkantoor, heeft in de loop der jaren een opvallende transformatie ondergaan. Dit gebied aan de Boschdijk in Eindhoven, gelegen ten zuiden van landgoed de Grote Beek, was oorspronkelijk de locatie van het hoofdkantoor van Philips. Het kenmerkende VB-gebouw (1964) is op 23 november 2021 officieel aangewezen als rijksmonument, mede door de unieke constructie van stalen jukken waaraan de vloeren zijn opgehangen middels hangstijlen.
De herontwikkeling van het terrein heeft geleid tot de ontwikkeling van een gevarieerde woonbuurt van in totaal meer dan 300 woningen, met zowel huur- als koopwoningen. Enkele historische gebouwen zijn gerenoveerd en opnieuw gebruikt, terwijl nieuwe woningen zijn toegevoegd om aan de moderne behoeften te voldoen. Het doel van deze herontwikkeling was om een levendig en duurzaam stadsdeel te creëren dat de economische en sociale groei van Eindhoven bevordert.
Naast de ontwikkeling van woningen heeft ook de openbare ruimte bijzondere aandacht gekregen, met groenvoorzieningen, ruimte voor recreatie en loop- en fietspaden die bijdragen aan de leefbaarheid en het welzijn van de bewoners. De herontwikkeling van het terrein Vredeoord symboliseert niet alleen de transformatie van een voormalig bedrijfsterrein naar een modern stadsdeel, maar ook de voortdurende evolutie van stadsplanning en ontwikkeling in Eindhoven.
In opdracht van woningcorporatie Sint Trudo heeft stedenbouwkundige en landschapsarchitect Marian de Vries (Buro Lubbers / mulderendevries) het Stedenbouwkundig Plan en landschappelijk raamwerk opgesteld voor deze nieuwe buurt. Het plan speelt in op de kwaliteiten van de plek en voorziet zowel in stedelijke levendigheid als in een groene omgeving met rijk beplante woonstraatjes, forse beukenhagen en een groene zone dwars door de buurt. Vredeoord is een groene, kindvriendelijke wijk met grotendeels grondgebonden woningen met tuin. Het groene raamwerk zorgt voor samenhang en zorgt voor het unieke buitenkarakter in de stad.
De centrale Dreef is een verlaagde, bomenrijke zone diagonaal door de nieuwe buurt en is ontworpen als een grote wadi (voorziening voor waterberging) richting het landgoed De Grote Beek aan de noordkant. In deze avontuurlijke groenstrook is ruimte om te spelen, wordt het regenwater van de gehele wijk opgevangen en zijn geclusterde woningen gerealiseerd in een groene setting.

## Natuurinclusief ontwerp
Vredeoord is herontwikkeld met aandacht voor natuurinclusief ontwerp. Natuurinclusief ontwerp is gericht op het integreren van natuur en biodiversiteit in stedelijke omgevingen, waarbij flora en fauna worden bevorderd en de leefbaarheid voor mens en dier wordt vergroot.
Verschillende aspecten van natuurinclusief ontwerp kunnen in Vredeoord worden waargenomen:
1. Groenstructuren: Vredeoord bevat groene zones, waaronder plantsoenen en groene bufferzones tussen gebouwen. Deze groenstructuren bieden habitats voor planten, insecten, vogels en kleine dieren.
2. Biodiversiteit bevorderen: Door het aanplanten van diverse inheemse plantensoorten en het creëren van verschillende habitats, wordt de biodiversiteit bevorderd. Dit trekt verschillende soorten dieren aan en ondersteunt een gezond ecosysteem.
3. Waterbeheer: Natuurlijke waterbeheersystemen, zoals regenwateropvang en -filtratie, kunnen de waterkwaliteit verbeteren en tegelijkertijd dienen als leefgebied voor waterdieren en -planten.
4. Gebruik van duurzame materialen: Bij de bouw en inrichting van het gebied is gebruik gemaakt van duurzame materialen die minder schadelijk zijn voor het milieu en de lokale ecosystemen.
5. Educatie en bewustwording: Er zijn educatieve programma's of informatievoorzieningen opgezet om bewoners en bezoekers bewust te maken van de waarde van de natuur en hoe zij kunnen bijdragen aan het behoud ervan.

Het filmpje over Vredeoord dat de gemeente Eindhoven in samenwerking met de Vogelbescherming Nederland en Zoogdiervereniging heeft gemaakt, geeft goed weer hoe hier een toekomstbestendige plek is gerealiseerd voor zowel insecten, vogels, vleermuizen en andere dieren, als voor de mensen zelf.

## Naamgeving
De naam Vredeoord verwijst naar het voormalige landgoed. In 1839 kocht de Eindhovense koopman Hoefnagels een grote lap grond van het grote heidegebied tussen Woensel en Best waar hij het landgoed Vredeoord op bouwde, dat inmiddels gesloopt is. Het terrein, ten noorden van het huidige, vernieuwde Vredeoord, is omgevormd tot landgoed De Grote Beek, waarop het GGzE en psychiatrisch ziekenhuis gehuisvest is.